# Stazione di Avio
La stazione di Avio è una fermata ferroviaria posta sulla linea Innsbruck-Verona. Serve il centro abitato di Avio.

## Storia
La sua attivazione è avvenuta nel 1892.

## Strutture e impianti
Il patrimonio edilizio della stazione comprende un fabbricato viaggiatori di medie dimensioni, che ospita al pianterreno biglietteria e sala d'attesa; al secondo piano si trovava un alloggio per il personale viaggiante, poi dismesso. Vi sono poi altri edifici di servizio adibiti a deposito e un magazzino merci, non impiegato.
Il sedime ferroviario consta di due binari passanti (i tronchi a servizio dello scalo merci sono infatti stati smantellati), dotati di due banchine (delle quali una a isola, separante le due direzioni) collegate da un sottopassaggio.

## Movimento
Ad Avio fermano esclusivamente i treni regionali operati da Trenitalia sulla relazione Verona Porta Nuova-Bolzano e viceversa, con un passaggio ogni venti minuti circa. Al suo esterno si trova il parcheggio delle auto e la fermata degli autobus di linea.